# Gösta Hammarlund
Gustav Harald Hammarlund, född 30 januari 1903 i Stockholm, död 1987, var en svensk i Norge verksam tecknare och journalist.
Hammarlund var son till den norske skeppsredaren Fred. Olsen (1857–1933). Han föddes utanför äktenskapet och bodde under större delen av sin uppväxt hos familjen Hammarlund. 1916 flyttade han till Oslo, där han genomgick handelsutbildning samt hade sin första yrkespraktik. Mellan 1925 och 1937 arbetade han som shipping-agent på rederiet Fred. Olsen, både på Teneriffa och i Oslo.

## Tidningsteckningar
Gösta Hammarlund var helt självlärd som tecknare. 1940 knöts han till Dagbladet, där han tecknade serien Jungle-Jack, en parodi på andra serier som Fantomen och Tarzan. Han blev senare fast anställd som tidningens huvudtecknare efter Thoralf Klouman. Hans dagligen publicerade teckningar med sina karakteristiska enkla streck och typiska Oslorepliker kommenterade vardagens händelser. Han tecknade också porträtten till lördagsintervjuerna, samt konsert- och teateraffischer, och under en period skrev han petitesser under signaturen Flaneur.

## Böcker
1939 kom romanen Møte med fru Brontze. Hammarlund har också gett ut flera samlingar med sina tidningsbilder. Han har illustrerat en stor mängd böcker, bl.a. C. Brahms' och S. J. Simons Et fornemt hus (1947), Ludvig Holbergs Jeppe på berget (1962), Gunnar Larsens Berømte elskovspar (1951) samt flera böcker av bl.a. Johan Borgen, Vidar Sandbeck och Peder W. Cappelin.

## Konst
Hammarlunds dagliga kommenterande teckningar i Dagbladet gjorde honom till en institution inom norsk tidningsteckning. 1969 mottog han det prestigefyllda journalistpriset Narvesenprisen, och 1978 fick han Oslo bys kulturpris. Hans verk finns utställda på bl.a. Nasjonalgalleriet, Ringve Museum, Norsk Kulturråd och Kunst på Arbeidsplassen. Många av hans teckningar finns upphängda på Theatercafeen i Oslo och på Fred. Olsens båtar "Blendheim" och "Braemar". Han hade egna utställningar i Kobberstikksalen, Nasjonalgalleriet 1969 och på Munchmuseet i samband med sin 75-årsdag 1978.